# Xã Clayton, Quận Adams, Illinois
Xã Clayton (tiếng Anh: Clayton Township) là một xã thuộc quận Adams, tiểu bang Illinois, Hoa Kỳ. Năm 2010, dân số của xã này là 1.027 người.